# Chelonus macros
Chelonus macros är en stekelart som beskrevs av Zhang, Chen och He 2006. Chelonus macros ingår i släktet Chelonus och familjen bracksteklar. Inga underarter finns listade i Catalogue of Life.